# Nagano White Ring
 (avril 2025).
Le Nagano White Ring (長野市真島総合スポーツアリーナ) est une salle couverte située à Nagano, au Japon. Elle peut accueillir 7 000 spectateurs dans sa configuration gymnase et 5 000 personnes dans sa configuration patinoire.

## Événements
- Les épreuves de patinage artistique et de Short Track des Jeux olympiques d'hiver de 1998[1].
- Plusieurs matchs de la coupe du monde de volley-ball féminin 2011.
- Les championnats du Japon de patinage artistique 1997
- Trophée NHK 1997